# Moving Picture Experts Group
Moving Picture Experts Group (MPEG) es un grupo de trabajo de expertos que se formó por la Organización Internacional de Normalización (ISO) y la Comisión Electrotécnica Internacional (IEC) para establecer estándares para el audio y la transmisión video.

## La norma ISO/IEC MPEG
Fue establecido en 1988, por iniciativa de Hiroshi Yasuda (NTT) y Leonardo Chiariglione (que desde el principio es el presidente del grupo). La primera reunión tuvo lugar en mayo de 1988 en la ciudad de Ottawa, Canadá.
A finales de 2005, el MPEG ha crecido hasta incluir aproximadamente 350 miembros por reunión, de diversas industrias, universidades e instituciones de investigación.

## Descripción

Metodología de compresión.

La metodología de compresión MPEG se considera “asimétrica” ya que el codificador es más complejo que el decodificador. El codificador tiene que ser algorítmico o adaptativo, mientras que el decodificador es 'tonto' y lleva a cabo acciones fijas. Esto se considera una ventaja en aplicaciones tales como la radiodifusión, donde el número de codificadores costosos y complejos es pequeño, pero el número de descodificadores simples y de bajo costo es grande. El enfoque de la estandarización de MPEG es novedoso, porque no es el codificador el que está estandarizado, pero si la forma que un decodificador interpreta la “cadena de bits”. Un decodificador que puede interpretar correctamente el flujo de bits se dice que es “compatible”. La ventaja de estandarizar el decodificador es que a través del tiempo los algoritmos de codificación pueden ser mejorados, y los decodificadores compatibles pueden seguir funcionando.

## Funcionamiento
El estándar MPEG sirve para un funcionamiento del codificador y los implementadores pueden suministrar codificadores con algoritmos de software propietario. Esto da margen para la competencia entre los diferentes diseños del codificador, lo que significa que mejores diseños pueden evolucionar y los usuarios tienen más posibilidades de elección, ya que codificadores de diferentes niveles de costo y complejidad pueden existir, sin embargo, un decodificador compatible opera con todos ellos.
MPEG también estandariza el protocolo y la sintaxis en las que es posible combinar o multiplexar datos de audio con los datos de vídeo para producir un equivalente digital de un programa de televisión. Muchos de estos programas se pueden multiplexar y MPEG define la forma en que estos se pueden crear y transportar. Las definiciones incluyen los Metadatos utilizados por los decodificadores para demultiplexar correctamente.

## Subgrupos
La designación oficial de MPEG es: ISO/IEC JTC 1/SC29 WG11 - Codificación de audio e imágenes en movimiento:
- ISO: International Organization for Standardization.
- IEC: International Electrotechnical Commission.
- JTC1: Joint Technical Committee 1, Comité Técnico Conjunto 1.
- SC29: Sub Committee 29, SubComité 29.
- WG11: Working Group 11, Grupo de Trabajo 11.

Tienen los siguientes subgrupos (SG):
- Requisitos
- Sistemas
- Vídeo
- Audio
- Compresión de Gráficos 3D
- Pruebas
- Comunicación

## Cooperación con otros grupos

### Joint Collaborative Team on Video Coding
Joint Collaborative Team on Video Coding (JCT-VC) fue creado en 2010 para desarrollar “codificación de vídeo de alta eficiencia”, una nueva generación estándar de codificación de vídeo que reduce aún más (un 50%) la tasa de datos necesarios para la codificación de video de alta calidad, en comparación con el actual estándar ITU-T H.264 / ISO/IEC 14496-10. JCT-VC es codirigido por Jens-Rainer Ohm y Gary Sullivan.
JCT-VC es un grupo de expertos de codificación de vídeo de:
- ITU-T Grupo de Estudio 16 (VCEG).
- ISO/IEC JTC 1/SC 29/WG 11 (MPEG).

## Estándares
Los estándares MPEG constan de diferentes “Partes”. Cada “parte” cubre un aspecto determinado de toda la especificación.
El estándar también especifica “Perfiles” y “Niveles”. Los “Perfiles” tienen por objeto definir un conjunto de herramientas que están disponibles, y los “Niveles” definen el rango de valores adecuados para las propiedades asociadas con ellos.
Algunos de los estándares MPEG aprobados fueron revisadas por enmiendas posteriores y/o nuevas ediciones.
| Acrónimos de un grupo de estándares | Título | ISO/IEC MPEG Familia | Primera fecha de lanzamiento público (1.ª edición) | Descripción                                    |
| ----------------------------------- | --- | -------------------- | -------------------------------------------------- | ---------------------------------------------- |
| MPEG-1                              | La codificación de imágenes en movimiento y audio asociado para medios de almacenamiento digital de hasta alrededor de 1,5 Mbit/s | ISO/IEC 11172        | 1993                                               |                                                |
| MPEG-2                              | Codificación genérica de imágenes en movimiento y audio asociado                                                                  | ISO/IEC 13818        | 1995                                               |                                                |
| MPEG-3                              | |                      |                                                    | Abandonada, incorporado en MPEG-2.             |
| MPEG-4                              | Codificación de objetos audiovisuales                                                                                             | ISO/IEC 14496        | 1999                                               |                                                |
| MPEG-7                              | Interfaz de descripción de contenido multimedia                                                                                   | ISO/IEC 15938        | 2002                                               |                                                |
| MPEG-21                             | Framework Multimedia | ISO/IEC 21000        | 2001                                               |                                                |
| MPEG-A                              | Formato de aplicación multimedia                                                                                                  | ISO/IEC 23000        | 2007                                               |                                                |
| MPEG-B                              | Tecnologías de sistemas MPEG | ISO/IEC 23001        | 2006                                               |                                                |
| MPEG-C                              | Tecnologías de video MPEG | ISO/IEC 23002        | 2006                                               |                                                |
| MPEG-D                              | Tecnologías de audio MPEG | ISO/IEC 23003        | 2007                                               |                                                |
| MPEG-E                              | Middleware Multimedia | ISO/IEC 23004        | 2007                                               |                                                |
| (ninguno)                           | Tecnologías de medio suplementarias                                                                                               | ISO/IEC 29116        | 2008                                               | Revisada en formato MPEG-M - protocolos (MXM). |
| MPEG-V                              | Contexto y control del medio | ISO/IEC 23005        | 2011                                               |                                                |
| MPEG-M                              | MPEG eXtensible Middleware (MXM)                                                                                                  | ISO/IEC 23006        | 2010                                               |                                                |
| MPEG-U                              | Interfaces de usuario de medio enriquecido                                                                                        | ISO/IEC 23007        | 2010                                               |                                                |
| MPEG-H                              | Codificación de alta eficiencia y distribución de media en ambientes heterogéneos                                                 | ISO/IEC 23008        | 2013                                               |                                                |
| MPEG-DA                             | Tecnologías de Información - DASH                                                                                                 | ISO/IEC 23009        | 2012                                               |                                                |

El formato MPEG se utiliza en varios medios. Esta imagen relaciona algunos medios de comunicación más conocidos de la versión del formato MPEG y formato contenedor (PS y TS) que se utiliza.

ISO/IEC MPEG ha normalizado los siguientes formatos de compresión y normas auxiliares como familia (comprendido desde MPEG-1 hasta MPEG-DA.
1. MPEG-1 (1993): Codificación de imágenes en movimiento y audio asociado para medios de almacenamiento digital de hasta alrededor de 1,5 Mbit/s (ISO/IEC 11172). El primer estándar de compresión MPEG de audio y video. Comúnmente se limita a aproximadamente 1,5 Mbit/s, aunque la especificación es capaz de tasas de bits mucho más altas. Fue diseñado básicamente para permitir que las imágenes en movimiento y sonido puedan ser codificados en la tasa de bits de un disco compacto. Se utiliza en Video CD, SVCD y puede ser utilizado para video de baja calidad en un Vídeo DVD. Fue utilizado en los servicios digitales de televisión por satélite/cable antes que MPEG-2 se generalizara. Para cumplir con el requisito de pocos bits, MPEG-1 baja de calidad las imágenes, también utiliza prorrateo de imágenes de 24 a 30 Hz, obteniendo una calidad moderada.[24] Incluye el formato popular de compresión de audios MPEG-1 Audio Layer III (MP3).
2. MPEG-2 (1995): Codificación genérica de imágenes en movimiento y audio asociado (ISO/IEC 13818). Transporte, estándares de audio y vídeo para la transmisión con calidad de televisión. El estándar MPEG-2 era mucho más amplio y de mayor atractivo, soportando entrelazado y alta definición, ya que ha sido elegido como el esquema de compresión para el over-the-air televisión digital ATSC, DVB e ISDB, servicios de televisión digital por satélite, como Dish Network, señales digitales de televisión por cable, SVCD y DVD Video.[24] También se utiliza en Discos Blu-ray, pero normalmente utiliza MPEG-4 Parte 10 o SMPTE VC-1 para contenido de alta definición.
3. MPEG-3: MPEG-3 trata la estandarización escalable y la compresión multi-resolución[24] y fue pensado para la compresión de televisión de alta definición, pero se encontró que era redundante y se fusionó con MPEG-2, y como resultado no hay un estándar MPEG-3.[24][25] MPEG-3 no debe ser confundido con el MP3, que es MPEG-1 Audio Layer III.
4. MPEG-4 (1999): Codificación de objetos audiovisuales (ISO/IEC 14496). MPEG-4 utiliza mejores herramientas de codificación con una complejidad adicional para lograr mayores factores de compresión que MPEG-2.[26] Además de una codificación más eficiente de video, MPEG-4 se mueve más cerca de las aplicaciones de gráficos por computadora. En los perfiles más complejos, el decodificador MPEG-4 se convierte efectivamente en un procesador de renderizado y el flujo de bits comprimido, describe las formas tridimensionales y la textura de la superficie.[26] MPEG-4 soporta la gestión y protección de propiedad intelectual (IPMP), que proporciona la facilidad de uso de tecnologías patentadas para administrar y proteger el contenido como gestión digital de derechos (DRM).[27] También soporta MPEG-J, una solución completa de programación para la creación de aplicaciones multimedia interactivas personalizadas en un ambiente Java con la API Java y otras características.[28][29][30] Varios y nuevos estándares de alta eficiencia (más nuevos que MPEG-2 Video) se incluyen, en particular:
  - MPEG-4 Part 2 (Perfil Simple y Avanzado).
  - H.264/MPEG-4 AVC (MPEG-4 AVC) (MPEG-4 Part 10 o H.264). MPEG-4 AVC puede ser utilizado en HD DVD y Discos Blu-ray, junto con VC-1 y MPEG-2.

Además, aunque no son avances secuenciales al estándar de codificación de vídeo que van del MPEG-1 al MPEG-4, los siguientes estándares se referencian con notación similar:
- MPEG-7 (2002): Interfaz de descripción de contenido Multimedia (ISO/IEC 15938). Consiste en una representación estándar de la información audiovisual que permite la descripción de contenidos.
- MPEG-21 (2001): Framework Multimedia (MPEG-21) (ISO/IEC 21000). MPEG describe este estándar como un framework multimedia y ofrece una gestión y protección de la propiedad intelectual.

Por otra parte, más recientemente que los estándares anteriores, MPEG ha comenzado a seguir estándares internacionales; cada uno de los estándares soportan múltiples tecnologías MPEG para alguna forma de aplicación. (Por ejemplo, MPEG-A incluye una serie de tecnologías para aplicaciones multimedia).
- MPEG-A (2007): Formato de aplicación Multimedia (MPEG-A) (ISO/IEC 23000). De sus siglas en inglés: MAF (Multimedia Application Format), un MAF integra distintos estándares pertenecientes a MPEG (p.e. el estándar del archivo para su almacenamiento, perfiles de codificación, herramientas para codificar los metadatos) para un cierto tipo de aplicación (p.e., con propósito de los formatos de las aplicaciones multimedia,[33] aplicación de reproducción de música en formatos MPEG, aplicación de reproducción de fotos en formatos MPEG y otros). Los MAF deben de apuntar a aplicaciones ampliamente utilizadas y no deben solaparse demasiado entre sí.

- MPEG-B (2006): Tecnologías de sistemas MPEG (ISO/IEC 23001). Provee una forma estándar para codificar documentos XML, también permite el desarrollo de dispositivos que reciban documentos XML aunque estos se encuentren particionados o comprimidos, se obtienen tasas de compresión altas al utilizar esquemas compartidos entre el codificador y decodificador. (p.e., formato binario MPEG para XML (BiM),[34] Unidades de fragmentos dos, sintaxis de descripción de lenguaje del flujo de bits (BSDL) y otros).

- MPEG-C (2006): Tecnologías de video MPEG (ISO/IEC 23002). Especifica cómo deben ser codificadas tanto la información auxiliar como lo es la profundidad relacionada al píxel y paralelaje (p.e., los requisitos de aplicación para la precisión de enteros de salida 8x8 de la inversa discreta de la transformada de coseno (IDCT)[35] y otros).

- MPEG-D (2007): Tecnologías de audio MPEG (ISO/IEC 23003). Provee una forma de transformar el audio entre estéreo y multicanales creando una especie de puente entre ellos (p.e., Surround MPEG,[36] Codificación de objetos de audio espacial (SAOC) y codificación unificada de audio y habla (USAC).

- MPEG-E (2007): Middleware Multimedia (ISO/IEC 23004), conocido como M3W (p.e., Arquitectura,[37] Interfaz de programación Multimedia (API), modelos de componentes, gestión de recursos y calidad, descarga de componentes, manejo de fallas, gestión de integridad y otros).

- Tecnologías de medio suplementarias (2008). ISO/IEC 29116: 
  - Parte 1: Protocolos de formato de aplicaciones de transmisión de medios, será revisada en formato MPEG-M;
  - Parte 4: Protocolos de middleware extensible MPEG (MXM).[38]

- MPEG-V (2011): Contexto y control del medio (ISO/IEC 23005). Conocido como intercambio de información con los mundos virtuales.[39][40] Este estándar busca ampliar la experiencia del usuario dándole la capacidad de interactuar con el contenido de distintas maneras (p.e., las características del Avatar, la información sensorial, Arquitectura[21][41] y otros).

- MPEG-M (2010): MPEG eXtensible Middleware (MXM) (ISO/IEC 23006).[42][43][44] Provee un estándar que permite el diseño de aplicaciones MXM que puedan acceder a tecnología multimedia contenida en los motores MXM (p.e., arquitectura y tecnologías MXM,[22] API, protocolos MPEG extensible middleware (MXM)[45]).

- MPEG-U (2010): Interfaces de usuario de medio enriquecido (ISO/IEC 23007).[23][46] Busca brindar una interfaz de usuario enriquecida semejante entre distintos dispositivos para obtener una experiencia de usuario unificada y de calidades similares (p.e., Widgets), también la posibilidad de actualizar la interfaz de manera continua e integración de variedad de medios (texto, audio, vídeo, gráficas 2D y 3D).[47]

- MPEG-H (en desarrollo): Codificación de alta eficiencia y distribución de media en ambientes heterogéneos (ISO/IEC 23008). Este estándar busca que los contenidos estén disponibles para distintos tipos de dispositivos (televisores, computadoras, tabletas, celulares) mediante distintos tipos de distribución y conservando cierta calidad en la experiencia de usuario. 
  - Parte 1: Medios de Transporte MPEG;
  - Parte 2: “Codificación de video alta eficiencia”;
  - Parte 3: Audio 3D.

- MPEG-DA (2012): Tecnologías de Información - “Streaming” adaptativo y dinámico sobre HTTP (DASH) (ISO/IEC 23009). Provee un estándar para permitir la interoperatividad para el servicio de streaming sobre HTTP entre servidores y dispositivos, que promueva el crecimiento del mercado al poder estar disponible en múltiples dispositivos (televisores, tabletas, celulares).
  - Parte 1: Formatos de descripción de la presentación y segmentación de medios.